# 田之神
田之神（田の神）是日本农民所信仰的一個可以带来丰收的神。田之神也被称为农业之神或农民之神。日本农夫在春秋两季要举行与田之神有关的慶祝仪式。